# Joe Morrell
Joseff John Morrell (sinh ngày 3 tháng 1 năm 1997) là một cầu thủ bóng đá chuyên nghiệp người xứ Wales hiện thi đấu ở vị trí tiền vệ cho câu lạc bộ Portsmouth và đội tuyển quốc gia Wales.